# Christine Kangaloo
Christine Carla Kangaloo (ur. 1 grudnia 1961 w San Fernando) – trynidadzka polityk, od 20 marca 2023 prezydent Trynidadu i Tobago.

## Życiorys
Absolwentka Uniwersytetu Indii Zachodnich oraz Hugh Wooding Law School, rozpoczęła praktykę prawniczą w 1985.
W 2001 wybrana do Senatu Trynidadu i Tobago, obejmując od kwietnia do sierpnia 2002 funkcję wiceprezydenta izby. W październiku 2002 objęła funkcję ministra w kancelarii ówczesnego premiera Patricka Manninga, odpowiedzialnej za sprawy socjalne a od maja 2005-minister sprawiedliwości. 
W 2007 wybrana do parlamentu z okręgu  Pointe-a-Pierre, obejmując ponadto funkcję minister nauki, technologii i szkolnictwa wyższego, którą pełniła do maja 2010.
W wyborach z 2015 została wybrana w skład Senatu, obejmując funkcję prezydenta izby. Ponownie wybrana w wyborach z 2020, zachowała funkcję prezydenta Senatu.
6 stycznia 2023 została nominowana jako kandydatka na prezydent kraju. 20 stycznia w głosowaniu parlamentarnym uzyskała 48 z 73 głosów. Zaprzysiężona na stanowisku głowy państwa 20 marca 2023.